# كامدن (ميشيغان)
كامدن (بالإنجليزية: Camden, Michigan)‏ هي منطقة سكنية تقع في الولايات المتحدة في مقاطعة هيلزديل. يقدر عدد سكانها بـ 512 نسمة ومساحتها 2.18 كم2 وترتفع عن سطح البحر 311 متر.

## التركيبة السكانية
قام مكتب تعداد الولايات المتحدة بتحديد بيانات التركيبة السكانية لكامدن في تعداد الولايات المتحدة. في ما يلي، التركيبة السكانية حسب تعدادي 2000 و2010.

### تعداد عام 2000
بلغ عدد سكان كامدن 550 نسمة بحسب تعداد عام 2000، وبلغ عدد الأسر 198 أسرة وعدد العائلات 134 عائلة مقيمة في القرية.
وتوزع التركيب العرقي للقرية بنسبة 97.27% من البيض و 0.55% من الأمريكيين الأصليين و 0.55% من الأمريكيين ذوي الأصول الآسيوية و 1.64% من عرقين مختلطين أو أكثر.
بلغ عدد الأسر 198 أسرة كانت نسبة 39.9% منها لديها أطفال تحت سن الثامنة عشر تعيش معهم، وبلغت نسبة الأزواج القاطنين مع بعضهم البعض 46.0% من أصل المجموع الكلي للأسر، ونسبة 14.1% من الأسر كان لديها معيلات من الإناث دون وجود شريك، وكانت نسبة 32.3% من غير العائلات. تألفت نسبة 25.8% من أصل جميع الأسر من أفراد ونسبة 13.1% كانوا يعيش معهم شخص وحيد يبلغ من العمر 65 عاماً فما فوق. وبلغ متوسط حجم الأسرة المعيشية 3.36، أما متوسط حجم العائلات فبلغ 2.78.
بلغ العمر الوسطي للسكان 29 عاماً. وكانت نسبة 34.0% من القاطنين تحت سن الثامنة عشر، وكانت نسبة 11.1% بين الثامنة عشر والأربعة وعشرون عاماً، ونسبة 28.4% كانت واقعةً في الفئة العمرية ما بين الخامسة والعشرون حتى والأربعة وأربعون عاماً، ونسبة 16.5% كانت ما بين الخامسة والأربعون حتى الرابعة والستون، ونسبة 10.0% كانت ضمن فئة الخامسة والستون عاماً فما فوق. يوجد لكل 100 أنثى 103.0 ذكر، ويوجد لكل 100 أنثى في الثامنة عشر من عمرها فما فوق 85.2 ذكر.
بلغ متوسط دخل الأسرة في القرية 34,028 دولار، أما متوسط دخل العائلة فبلغ 36,429 دولار. وكان متوسط دخل الذكور 29,643 دولار مقابل 21,042 دولار للإناث. وسجل دخل الفرد الخاص بالقرية 13,846 دولار. وكانت نسبة 9.2% من العائلات ونسبة 12.1% من السكان تحت خط الفقر، وكان من هؤلاء نسبة 10.9% تحت سن الثامنة عشر ونسبة 11.3% في الخامسة والستين من العمر وما فوق.

### تعداد عام 2010
بلغ عدد سكان كامدن 512 نسمة بحسب تعداد عام 2010، وبلغ عدد الأسر 176 أسرة وعدد العائلات 123 عائلة مقيمة في القرية. في حين سجلت الكثافة السكانية 609.5 نسمة لكل ميل مربع (235.3/كم2). وبلغ عدد الوحدات السكنية 211 وحدة بمتوسط كثافة قدره 251.2 لكل ميل مربع (97.0/كم2).
وتوزع التركيب العرقي للقرية بنسبة 99.4% من البيض و 0.2% من الأمريكيين الأصليين و 0.4% من عرقين مختلطين أو أكثر.
بلغ عدد الأسر 176 أسرة كانت نسبة 42.6% منها لديها أطفال تحت سن الثامنة عشر تعيش معهم، وبلغت نسبة الأزواج القاطنين مع بعضهم البعض 48.3% من أصل المجموع الكلي للأسر، ونسبة 16.5% من الأسر كان لديها معيلات من الإناث دون وجود شريك، بينما كانت نسبة 5.1% من الأسر لديها معيلون من الذكور دون وجود شريكة وكانت نسبة 30.1% من غير العائلات. تألفت نسبة 24.4% من أصل جميع الأسر من أفراد ونسبة 10.8% كانوا يعيش معهم شخص وحيد يبلغ من العمر 65 عاماً فما فوق. وبلغ متوسط حجم الأسرة المعيشية 3.41، أما متوسط حجم العائلات فبلغ 2.89.
بلغ العمر الوسطي للسكان 32.6 عاماً. وكانت نسبة 31.2% من القاطنين تحت سن الثامنة عشر، وكانت نسبة 7.3% بين الثامنة عشر والأربعة وعشرون عاماً، ونسبة 28.9% كانت واقعةً في الفئة العمرية ما بين الخامسة والعشرون حتى والأربعة وأربعون عاماً، ونسبة 23.3% كانت ما بين الخامسة والأربعون حتى الرابعة والستون، ونسبة 9.4% كانت ضمن فئة الخامسة والستون عاماً فما فوق. وتوزع التركيب الجنسي للسكان بنسبة 49.4% ذكور و50.6% إناث.